# Mariya Agapova
Mariya Agapova (Pavlodar, Kazajistán; 7 de abril de 1997) es una artista marcial mixta kazaja que compite en la división de peso mosca.

## Carrera de artes marciales mixtas

### Carrera temprana
Agapova luchó la mayor parte de su carrera temprana de MMA principalmente en Rusia, China y Kazajistán. Acumuló un récord invicto de 6-0 antes de debutar en el Dana White's Tuesday Night Contender Series.

### Dana White's Tuesday Night Contender Series
Agapova se presentó en el Dana White's Contender Series 22 el 30 de julio de 2019, enfrentándose a Tracy Cortez. Perdió el combate por decisión unánime.

### Invicta Fighting Championships
Agapova hizo su debut en Invicta Fighting Championships el 6 de septiembre de 2019 contra Alexa Conners en Invicta FC: Phoenix Series 2. Ganó el combate por sumisión en el primer asalto.
Agapova se enfrentó a Marilia Santos el 6 de octubre de 2019 en Invicta FC 37: Gonzalez vs. Sanchez. Ganó el combate por nocaut técnico en el primer asalto.
Agapova tenía previsto enfrentarse a Daiana Torquato el 7 de febrero de 2020 en Invicta FC 39: Frey vs. Cummins II. Sin embargo, Agapova chocó con un coche cuando se dirigía a entrenar al ATT y tuvo que retirarse del combate.

### Ultimate Fighting Championship
Agapova firmó con la UFC en febrero de 2020. Debutó contra Hannah Cifers el 13 de junio de 2020 en UFC on ESPN: Eye vs. Calvillo. Tras dejar caer a Cifers con una patada en la cabeza, Agapova ganó el combate por sumisión en el primer asalto. Esta victoria le valió el premio a la Actuación de la Noche.
Agapova se enfrentó a Shana Dobson el 22 de agosto de 2020 en UFC on ESPN: Munhoz vs. Edgar. Perdió el combate por TKO en el segundo asalto, recibiendo la mayor sorpresa en las apuestas de la historia de la UFC femenina (empatada con la victoria de Holly Holm sobre Ronda Rousey en UFC 193).
Agapova se enfrentó a Sabina Mazo el 9 de octubre de 2021 en UFC Fight Night: Dern vs. Rodriguez. Ganó el combate por sumisión en el tercer asalto. Esta victoria le valió el premio a la Actuación de la Noche.
Agapova enfrentó a Maryna Moroz el 5 de marzo de 2022 en UFC 272. Perdió la pelea por sumisión en el segundo asalto.
Agapova estaba programada para enfrentar a Ji Yeon Kim en UFC 277 el 9 de julio de 2022.Sin embargo, Agapova se vio obligada a abandonar la pelea debido a una lesión en la rodilla y fue reemplazada por Joselyne Edwards.
Agapova enfrentó a Gillian Robertson, reemplazando a Melissa Gatto, el 17 de septiembre de 2022 en UFC Fight Night 210. Ella perdió la pelea por sumisión en el segundo asalto.
Agapova enfrentó a Luana Santos el 13 de julio de 2024 en UFC on ESPN 59. Perdió la pelea por sumisión en el primer asalto.
El 31 de julio de 2024, se informó que Agapova fue eliminada de la lista de UFC.

### Global Fight League
El 11 de diciembre de 2024, se anunció que Agapova firmó con Global Fight League (GFL).

## Campeonatos y logros

### Artes marciales mixtas
- Ultimate Fighting Championship
  - Actuación de la Noche (dos veces)  vs. Hannah Cifers y Sabina Mazo[11][16]

## Récord en artes marciales mixtas
| Resultado | Récord | Oponente          | Método                                 | Evento                              | Fecha                    | Ronda | Tiempo | Localización        | Notas                   |
| --------- | ------ | ----------------- | -------------------------------------- | ----------------------------------- | ------------------------ | ----- | ------ | ------------------- | ----------------------- |
| Derrota   | 10-5   | Luana Santos      | Sumisión (rear-naked choke)            | UFC on ESPN: Namajunas vs. Cortez   | 13 de julio de 2024      | 1     | 3:27   | Denver, Colorado    |                         |
| Derrota   | 10-4   | Gillian Robertson | Sumisión técnica (rear-naked choke)    | UFC Fight Night: Sandhagen vs. Song | 17 de septiembre de 2022 | 2     | 2:19   | Las Vegas, Nevada   |                         |
| Derrota   | 10-3   | Maryna Moroz      | Sumisión (estrangulamiento del brazo)  | UFC 272                             | 5 de marzo de 2022       | 2     | 3:27   | Las Vegas, Nevada   |                         |
| Victoria  | 10-2   | Sabina Mazo       | Sumisión (estrangulamiento por detrás) | UFC Fight Night: Dern vs. Rodriguez | 9 de octubre de 2021     | 3     | 0:53   | Las Vegas, Nevada   | Actuación de la Noche.  |
| Derrota   | 9-2    | Shana Dobson      | TKO (puñetazos)                        | UFC on ESPN: Munhoz vs. Edgar       | 22 de agosto de 2020     | 2     | 1:38   | Las Vegas, Nevada   |                         |
| Victoria  | 9-1    | Hannah Cifers     | Sumisión (estrangulamiento por detrás) | UFC on ESPN: Eye vs. Calvillo       | 13 de junio de 2020      | 1     | 2:42   | Las Vegas, Nevada   | Actuación de la Noche.  |
| Victoria  | 8-1    | Marilia Santos    | TKO (codazos)                          | Invicta FC 37: Gonzalez vs. Sanchez | 6 de octubre de 2019     | 1     | 4:55   | Kansas City, Kansas | Actuación de la Noche.  |
| Victoria  | 7-1    | Alexa Conners     | Sumisión (estrangulamiento por detrás) | Invicta FC: Phoenix Series 2        | 6 de septiembre de 2019  | 1     | 3:03   | Kansas City, Kansas |                         |
| Derrota   | 6-1    | Tracy Cortez      | Decisión (unánime)                     | Dana White's Contender Series 22    | 30 de julio de 2019      | 3     | 5:00   | Las Vegas, Nevada   |                         |
| Victoria  | 6-0    | Na Liang          | TKO (puñetazos)                        | Heroine FC 2                        | 21 de julio de 2018      | 1     | N/A    | Zhengzhou           |                         |
| Victoria  | 5-0    | Liliya Kazak      | Decisión (dividida)                    | Fight Nights Global 82              | 16 de diciembre de 2017  | 3     | 5:00   | Moscú               |                         |
| Victoria  | 4-0    | Yulia Kutsenko    | Sumisión (barra de brazo)              | Fight Nights Global 72              | 24 de agosto de 2017     | 3     | 3:47   | Sochi               |                         |
| Victoria  | 3-0    | Yulia Litvinceva  | TKO (puñetazos)                        | Brave CF 6                          | 29 de abril de 2017      | 1     | 2:15   | Alma Ata            |                         |
| Victoria  | 2-0    | Dariya Kutuzova   | Sumisión (estrangulamiento por detrás) | WFCA 28                             | 20 de mayo de 2016       | 1     | 2:45   | Pavlodar            |                         |
| Victoria  | 1-0    | Yuliya Ivanova    | Decisión (unánime)                     | WFCA 8                              | 20 de mayo de 2015       | 3     | 5:00   | Pavlodar            | Debut en el peso mosca. |